# ريج موراي
ريج موراي (بالإنجليزية: Reg Murray)‏ هو سياسي أسترالي، ولد في 25 أبريل 1909 في ويلينغتون في نيوزيلندا، وتوفي في 25 نوفمبر 1962 في هوبارت في أستراليا. حزبياً، نشط في حزب العمال الأسترالي. وقد انتخب عضو مجلس الشيوخ الأسترالي ‏ عن دائرة Tasmania ‏ (1 يوليو 1947 – 19 مارس 1951).